# Marko Golubić
Marko Golubić (Zagreb, 26. srpnja 2000.) hrvatski je taekwondoaš. Osvojio je zlatnu medalju na Svjetskom prvenstvu u taekwondou u Bakuu 2023. godine.
Član je TK Metalac iz Zagreba, a trenira ga Dejan Mesarov. Rodom je iz zagrebačke Dubrave.
Natjecao se za Hrvatsku na Europskom prvenstvu u taekwondou 2022. u Manchesteru i Svjetskom prvenstvu u taekwondou 2022. u Guadalajari i svaki put došao do borbe za medalju bez osvojene medalje.
Osvojio je zlatnu medalju u kategoriji do 74 kg na Svjetskom prvenstvu u taekwondou 2023. u Bakuu.
Natječući se na Europskom kvalifikacijskom turniru u ožujku 2024. kvalificirao se za Olimpijske igre 2024. u Parizu.